# Picabaies becut ventregroc
El picabaies becut ventregroc (Toxorhamphus novaeguineae) és una espècie d'ocell de la família dels melanocarítids (Melanocharitidae).
Habita el sotabosc de les terres baixes de la regió de Nova Guinea en Aru i les illes Raja Ampat de Waigeo, Batanta, Salawati, Misool i oest i centre de Nova Guinea, incloent les illes Yapen.